# UrbanLoop
UrbanLoop (auch Urban Loop oder Urbanloop geschrieben) ist ein schienengebundenes Transportmittel für den öffentlichen Personennahverkehr (ÖPNV). Einzelne, mit Strom betriebene Kapseln werden von künstlicher Intelligenz über Schienen gesteuert. 2021 wurde das System in Nancy in der französischen Region Grand Est getestet. Die öffentliche Einführung in Nancy war für frühestens 2024 angedacht und ist nun bis 2027 vorgesehen.

## Übersicht

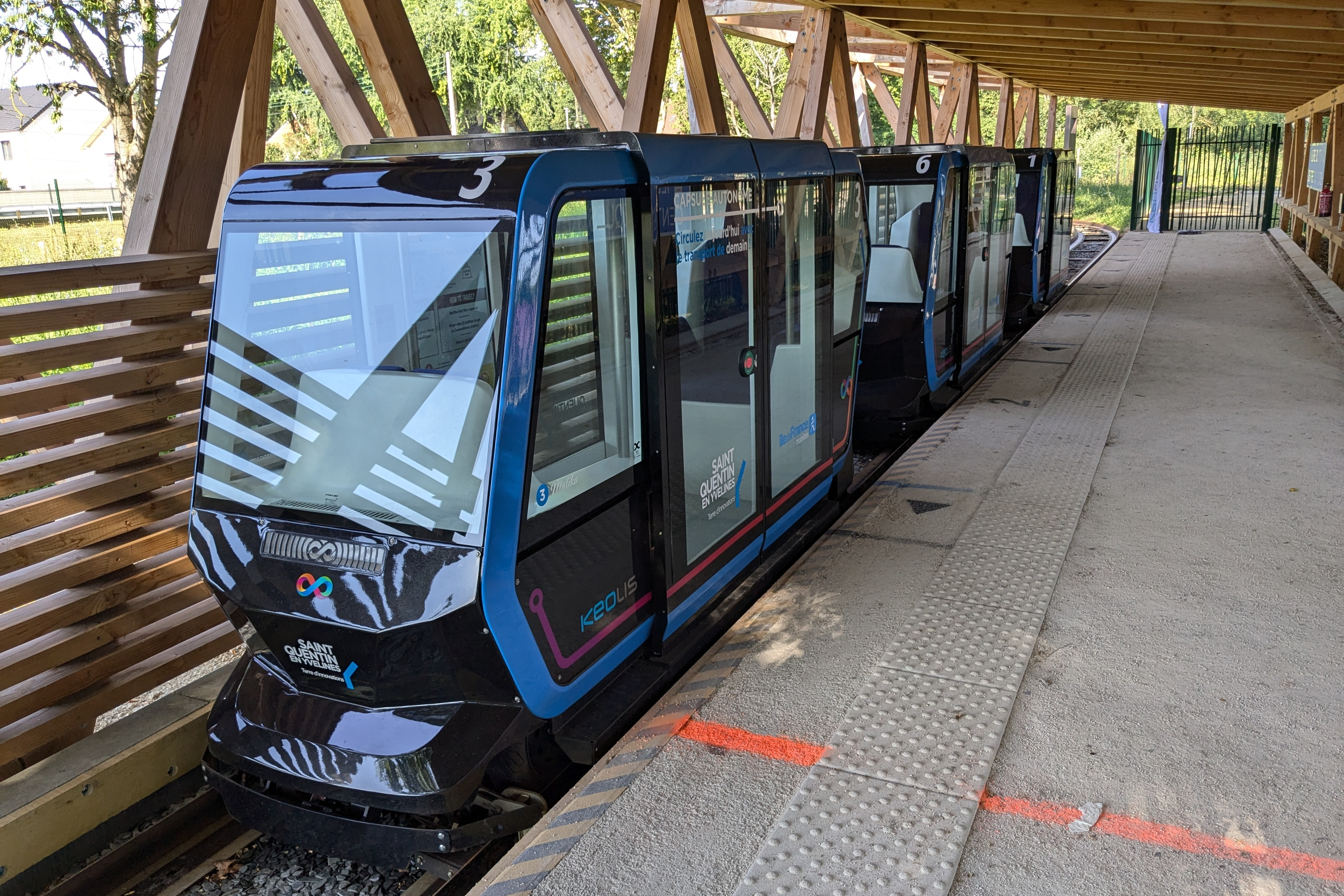
UrbanLoop-Kabinen

Der Dozent Jean-Philippe Mangeot schuf 2017 das Projekt mit dem Ziel, „ein ökologisches, ökonomisches, für alle bezahlbares, sicheres und mit den aktuellen Technologien realisierbares Transportmittel“ zu entwickeln. 2021 wurde das System auf 1200 Metern Schiene in zwei Schleifen mit drei Stationen getestet; weitere Schleifen können in Zukunft angeschlossen werden. In jeder der Kapseln finden zwei Personen Platz, oder eine Person mit Fahrrad oder Rollstuhl. Angetrieben werden die Kapseln von Elektromotoren mit geringem Stromverbrauch. Die Durchschnittsgeschwindigkeit beträgt 60 km/h, eine Spitzengeschwindigkeit von 75 km/h ist möglich. Die Kapselflotte wird von künstlicher Intelligenz gesteuert. Die Datenkommunikation nutzt das 4G-Netz, zukünftig ist 5G geplant. Zusätzlich gibt es ein Sicherheitssystem ohne künstliche Intelligenz.

## Entstehungsgeschichte
Die Grundidee des Personal Rapid Transit (PRT), des führerlosen, spurgeführten Personentransportsystems, stammt aus den 1950er Jahren. Die ersten Projekte wurden in den 1970er Jahren durchgeführt. Seit 2017 co-finanziert die Region Grand Est das Projekt UrbanLoop, das von vier Ingenieurschulen in Nancy vorgeschlagen wurde. 2019 wurden die ersten Beförderungskapseln in Originalgröße hergestellt. Die 300 Meter lange Teststrecke mit drei Stationen befindet sich auf dem Campus der Technopôle de Nancy-Brabois. Derzeit (2021) wird auf einer 1.200 Meter langen Strecke mit zwei Schleifen und vier Stationen getestet. Ein Start-up-Unternehmen namens „UrbanLoop SAS“ wurde 2019 gegründet.

## Konzept
Leistungsfähige Rechnertechnologie gewährleistet die Verfügbarkeit und sofortige Ankunft von Fahrgastkapseln. Zur Bestellung einer Kapsel wird eine Mobile App benutzt, mit der auch bezahlt wird. Nach Zieleingabe wird ein QR-Code erzeugt, der die Kapsel freischaltet und öffnet. Da das Streckensystem aus Schleifen besteht, fahren alle Kapseln an einer Station in derselben Richtung ab. Die Kapsel wird auf dem günstigsten Weg, das heißt ohne Zwischenstopp und unter Umgehung von möglichen Staus, zum Ziel geleitet. Die Stationen zweigen von den Durchgangsstrecken ab; Kapseln können so an den Stationen, die sie nicht ansteuern, rasch vorbeifahren.

## Projekte
Es gibt aktuell mehrere Projekte zur Umsetzung des UrbanLoop:
- Olympische Sommerspiele in Paris

Bei den Olympischen Spielen 2024 sollte UrbanLoop als Transportmittel zwischen einer S-Bahn-Station (RER) und einem See mit Wassersportwettbewerben dienen. Das Projekt wurde aber so nicht umgesetzt, stattdessen wurde in Saint-Quentin-en-Yvelines nahe eines Kinderfreizeitparks und eines Reitsportzentrums am 31. Juli 2024 eine einen Kilometer lange Teststrecke mit 10 Kabinen eingeweiht. Sie soll bis Ende 2025 betrieben werden, um Forschungsergebnisse zu sammeln.
- Nancy

Als Nächstes soll bis 2027 eine 3,5 Kilometer lange UrbanLoop-Strecke mit 7 Haltestellen und 40 Kapseln entlang einer aufgegebenen Bahnstrecke im Zentrum der Stadt Nancy im Osten Frankreichs gebaut werden. Sie soll auf einer seit Jahren stillgelegten SNCF-Eisenbahnstrecke von einem Parkplatz im Vorort Maxéville als Verbindung in die Innenstadt dienen. Gleichzeitige sollen einen Rad- und Fußweg entlang der Linie gebaut werden. Die Strecke soll begrünt werden und es soll ampelgesicherte Fußwegquerungen geben. Die Kapseln sollen allerdings nur mit Schrittgeschwindigkeit verkehren.
- Annecy

Die savoyische Stadt Annecy interessiert sich für ein UrbanLoop-System mit Kapseln für sechs Plätze, vier Sitz- und zwei Stehplätze, die auf den gleichen Gleisen fahren kann.

## Verschiedenes
Ende Mai 2021 stellte UrbanLoop einen neuen Weltrekord für den sparsamsten Energieverbrauch pro Kilometer eines autonomen Schienenfahrzeugs auf: 0,47 Euro-Cents.